# Obereopsis shembaganurensis
Obereopsis shembaganurensis là một loài bọ cánh cứng trong họ Cerambycidae.